# Thylamys venustus
Thylamys venustus és una espècie d'opòssum de la família dels didèlfids. Viu als boscos del nord de l'Argentina i el sud de Bolívia.